# Schizomitrium seychellense
Schizomitrium seychellense là một loài Rêu trong họ Hookeriaceae. Loài này được (Besch.) Ochyra mô tả khoa học đầu tiên năm 1982.